# Clubiona ternatensis
Clubiona ternatensis är en spindelart som först beskrevs av Tord Tamerlan Teodor Thorell 1881.  Clubiona ternatensis ingår i släktet Clubiona och familjen säckspindlar. Inga underarter finns listade i Catalogue of Life.